# Sari Marjaana Arponen
Sari Marjaana Arponen   (Finlàndia, segle XX) és una metgessa, professora universitària, investigadora i divulgadora experta en microbiota.

## Biografia
Va néixer en Ruokolahti, un municipi al sud-est de Finlàndia. Quan tenia 10-11 anys, els seus pares van decidir mudar-se a la costa de Múrcia. Després d'acabar els seus estudis de Secundària a Espanya, va estudiar Medicina en la Universitat de Múrcia. Va decidir fer aquests estudis perquè des de petita li fascinava la bioquímica. Li interessava més la recerca i pensava passar-se al segon cicle de Bioquímica, però el contacte amb pacients en el tercer curs va canviar d'opinió i finalment es va fer metgessa, escollint la Medicina Interna per la seva vocació generalista.
Després de llicenciar-se en Medicina i Cirurgia per la Universitat de Múrcia, va cursar l'especialitat en Medicina Interna a l'Hospital Universitari de La Princesa de Madrid. Es va centrar en l'estudi i tractament de malalties infeccioses (infectologia). És doctora en Ciències Biomèdiques per la Universitat Complutense de Madrid. La seva tesi doctoral va versar sobre la coinfecció pel VIH i l'hepatitis C.
Es va especialitzar en Medicina Interna a l'Hospital Universitari de La Princesa de Madrid. Té un màster en Malalties Infeccioses i un altre en VIH, un postgrau de tres anys en Psiconeuroinmunología Clínica per la Universitat Pontifícia de Salamanca i un altre màster en Nutrició Genòmica i de Precisió.
Des de l'any 2000 ha treballat en la sanitat pública espanyola. Va viure a Madrid treballant en molts hospitals de la Comunitat (La Princesa, Carles III, Fuenlabrada, Gregorio Marañón, Santa Cristina, Vallecas, Torrejón d'Ardoz i Virgen de la Torre).
És també docent universitària, i es dedica a la formació i divulgació en l'àmbit de la microbiota i la medicina de l'estil de vida. Al costat de dues companyes, és cofundadora de Slow Medicine Revolution, una plataforma de divulgació sobre salut i estil de vida centrada en un podcast amb el mateix nom.